# Brandenburgischer Landbund
Der Brandenburgischer Landbund war die brandenburgische Unterorganisation des Reichslandbundes, eines Interessenverbandes der deutschen Landwirtschaft während der Weimarer Republik. Er war eine der mitgliederstärksten der regionalen Organisationen.

## Geschichte
Der Brandenburgische Landbund bestand von 1921 bis 1933. Im Jahre 1928 hatte er eine Mitgliederstärke von 118.670. Ende der 1920er Jahre wandte sich die Bauernschaft massenhaft der NSDAP zu, hatte sich selbst politisch radikalisiert und politisiert und spielten so dem Nationalsozialismus in die Hände. Der Einfluss R. Walther Darrés agrarpolitischen Apparats war dabei eher gering. Der Brandenburgische Landbund war einer der konservativsten landwirtschaftlichen deutschen Interessensverbände. Von den adligen Großgrundbesitzern, die im Brandenburgischen Landbund tonangebend waren, war Dietloff von Arnim-Rittgarten einer derjenigen, die einen gouvernementalen Kurs verfolgten.
Die Brandenburgische Bauernschaft war in der Lage, eine vom Großgrundbesitz emanzipierte bäuerliche Bewegung mit eigener Führungselite und eigener politischer Strategie aufzubauen. Das sind die wesentlichen Erkenntnisse der Monographie des Historikers Rainer Pomp über den Brandenburgischen Landbund. Der Brandenburgische Landbund wurde 1933 wie auch der Reichslandbund im Zuge der Gleichschaltung aufgelöst.
Im Brandenburgischen Landeshauptarchiv liegt für den Brandenburgischen Landbund eine Aktenüberlieferung für den Zeitraum 1919 bis 1933 vor.